# Australothele
Genre
Australothele est un genre d'araignées mygalomorphes de la famille des Euagridae.

## Distribution
Les espèces de ce genre sont endémiques d'Australie. Elles se rencontrent au Queensland et en Nouvelle-Galles du Sud.

## Liste des espèces
Selon World Spider Catalog (version 21.0, 22/06/2020) :
- Australothele bicuspidata Raven, 1984
- Australothele jamiesoni Raven, 1984
- Australothele maculata Raven, 1984
- Australothele magna Raven, 1984
- Australothele montana Raven, 1984
- Australothele nambucca Raven, 1984
- Australothele nothofagi Raven, 1984

## Publication originale
- Raven, 1984 : Systematics of the Australian curtain-web spiders (Ischnothelinae: Dipluridae: Chelicerata). Australian Journal of Zoology Supplementary Series, no 93, p. 1-102.